# Mannesmann-Poll-Dreidecker

Der Rumpf des Mannesmann-Poll-Dreideckers beim Transport von Großauheim nach Porz-Westhoven am Wasserübungsplatz Main bei Hanau, 1918

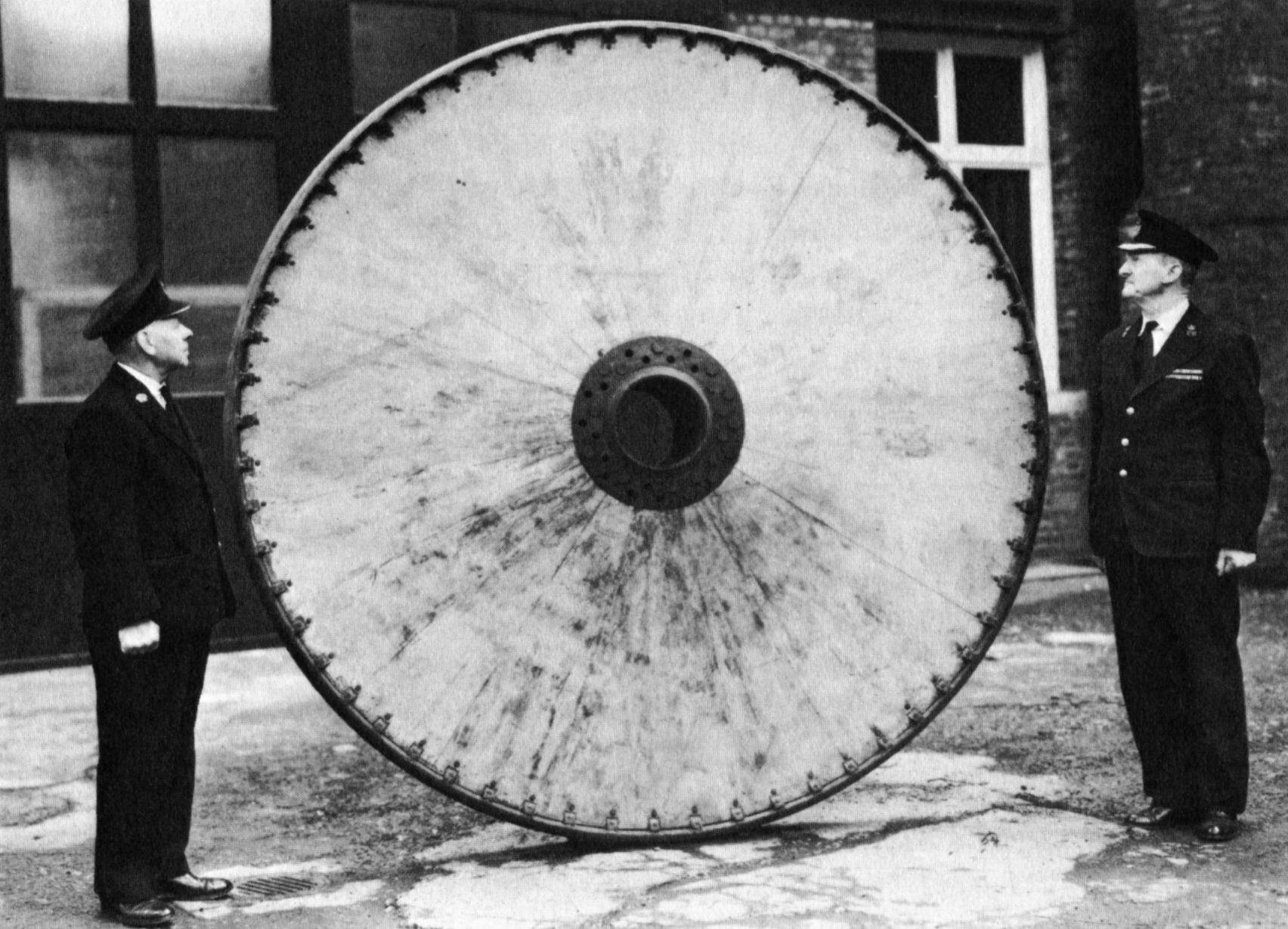
Fahrwerksrad des Mannesmann-Poll-Dreideckers nach der Auffindung, 1919

Der Mannesmann-Poll-Dreidecker (auch Poll Giant Triplane, Forssman Tri-Plane, Riese von Poll, Brüningsches Riesenflugzeug oder Brüningscher Riese) war ein nicht fertiggestelltes deutsches Großflugzeug des Ersten Weltkriegs. Es war als Transozeanflugzeug geplant.

## Entdeckung
Pläne und Flugzeugteile wurden laut den offiziellen Berichten am 15. September 1919 von einer britischen Abordnung der Interalliierten Militär-Kontrollkommission in einem Hangar des Unternehmens Mannesmann-MULAG in Köln-Poll vorgefunden. Wegen der für jene Zeit gigantischen Dimensionen erregte die Entdeckung großes Aufsehen: Der Flugzeugrumpf des Dreideckers hatte eine Länge von 45,70 Metern, die Spannweite der Tragflächen betrug 50,30 Meter. Für den Antrieb hätten zehn Motoren gesorgt, von denen sich acht, paarweise in vier Gehäusen mit Schub- und Zugpropeller zusammengefasst, auf der Mitteltragfläche befanden. Das Gehäuse mit dem fünften Motorenpaar saß zentral auf der Untertragfläche, unterhalb des Rumpfes. Der Mannesmann-Poll-Dreidecker hätte eine geschätzte Geschwindigkeit von 130 km/h und die seinerzeit nahezu undenkbare Reichweite von 10.500 Kilometern gehabt.
In neueren Forschungen wird angezweifelt, ob der Fundort tatsächlich Poll war oder nicht eher der Nachbarort Westhoven. Während das große Rad gemäß Kommissionsberichten in Poll gefunden wurde, belegen Fotos unbekannter Herkunft von Flügel- und Rumpfbauteilen den Standort Westhoven. Auf diesen Fotos ist auch Villehad Forssman abgebildet, der seinerzeitige Leiter des Flugzeugbaus bei Mannesmann-MULAG, der wahrscheinlich an der Konstruktion des Flugzeugs beteiligt war.

## Verwendung
Die Hintergründe für den Bau dieses übergroßen Flugzeuges sind unklar. Möglicherweise sollte es als strategischer Bomber eingesetzt werden, wobei es eine zu seiner Zeit sehr große Bombenlast hätte mitführen können. Aufgrund der großen Reichweite wurde spekuliert, dass der Dreidecker für einen spektakulären Angriff auf die Ostküste der Vereinigten Staaten dienen sollte. Es existiert auch die Annahme, dass durch den Abwurf von Flugblättern über New York den USA die technologische Überlegenheit des Deutschen Reiches vor Augen geführt werden sollte. Auch der Einsatz als Frachtflugzeug wurde vermutet.
Mangels Dokumenten lässt sich über den tatsächlichen Einsatzzweck allerdings keine sichere Aussage treffen. Lange Zeit blieb auch unbekannt, wer für Konstruktion und Bau des Flugzeugs verantwortlich war. Die wenigen von der Kontrollkommission aufgefundenen Unterlagen nannten einen Chefingenieur namens Forstman. Da nichts über einen Flugzeugkonstrukteur dieses Namens bekannt ist, wurde allgemein angenommen, dass tatsächlich Villehad Forssman gemeint ist. Gestützt wurde diese Annahme durch die Feststellung, dass das unvollendete Flugzeug ähnliche konstruktive Merkmale und Schwächen wie ein erfolgloses viermotoriges Großflugzeug aufwies, das Forssman 1914/15 für Siemens-Schuckert gebaut hatte. Jüngste Untersuchungen bestätigen Forssman als tatsächlichen Konstrukteur des Riesendreideckers. Gebaut wurde er zunächst wahrscheinlich bei Brüning in Großauheim, ab 1917 zumindest teilweise bei Mannesmann-MULAG in Westhoven. Es wird vermutet, dass um 1917 über einen Entwicklungsauftrag des Reichsmarineamtes für einen ferngesteuerten Torpedo Mannesmann-MULAG und Forssman Kontakt zueinander fanden. Forssman siedelte 1917 nach Köln um und wurde im Jahr darauf in Westhoven Leiter des Flugzeugbaus. Es ist jedoch nicht bekannt, ob außer den Lufttorpedos tatsächlich auch Flugzeuge in Westhoven fertiggebaut wurden.

## Anlagen in Poll
Es gibt keine Hinweise auf Anlagen des Unternehmens Mannesmann-MULAG in Poll. Einen spekulativen Bezug gibt es hinsichtlich Behelfsbauten des Unternehmens Rheinwerk, dessen Fabrikhallen aber laut Literatur erst 1919 gebaut wurden. Dieses Werk lag in Poll unmittelbar an einem neu gebauten Abstell- und Verschiebebahnhof der Kölner Hafenbahn und hatte damit einen Güterverkehrsanschluss zum 3 km entfernten Mannesmann-MULAG-Werk in Westhoven, zum Deutzer Hafen und zum allgemeinen Bahnnetz. Aus den Fotografien der Flügel- und Rumpfbauteile ergibt sich, dass große Flugzeugteile zumindest auf den letzten Kilometern mit der Eisenbahn transportiert wurden. Nach neuen Forschungen sollen die Teile über Main und Rhein per Schiff transportiert worden sein.

## Verbleib
Ein Teil des Rumpfes und eines der 2,20 m hohen Räder des Fahrwerks wurden nach Auffindung nach Großbritannien verschifft. Dieses Rad, 1994 restauriert, ist als einziger Überrest des Mannesmann-Poll-Dreideckers erhalten und im Imperial War Museum Duxford ausgestellt. Die restlichen Teile sollen unter alliierter Aufsicht 1919 verschrottet worden sein.